# Katedra Badań Niemcoznawczych Uniwersytetu Łódzkiego

## Informacje ogólne
Powołana do życia 15 lutego 1993 roku Katedra Badań Niemcoznawczych jest samodzielną jednostką naukowo-dydaktyczną, działającą przy Wydziale Studiów Międzynarodowych i Politologicznych Uniwersytetu Łódzkiego, która specjalizuje się zarówno w analizie zagadnień dotyczących polityki, historii, kultury, geografii, gospodarki Niemiec, Austrii i Szwajcarii, jak i w nauczaniu języka niemieckiego, postrzeganego jako narzędzie w poznawaniu, zrozumieniu i badaniu szeroko pojętych procesów politycznych, społeczno-kulturowych dokonujących się w krajach niemieckiego obszaru językowego w skali globalnej, państwowej oraz lokalnej.
Początkowo Katedra oferowała wyłącznie studia zaoczne (niestacjonarne), lecz 1 października 2003 roku zapoczątkowano prowadzenie zajęć na pięcioletnich magisterskich studiach dziennych, powołanych na Wydziale Studiów Międzynarodowych i Politologicznych UŁ, w zakresie historii, prawa, ekonomii, kultury, mass media, komunikacji społecznej, politologii, filozofii i socjologii.
Od roku akademickiego 2007/2008 Katedra Badań Niemcoznawczych oferuje studia dzienne (prowadzone w Systemie Bolońskim 3 + 2 – licencjat i studia magisterskie).

## Praca naukowo-badawcza
Od 2006 roku Katedra wydaje własne czasopismo naukowe – rocznik „Niemcy-Austria-Szwajcaria”, na którego łamach publikowane są artykuły i recenzje prezentujące aktualne zainteresowania badawcze pracowników-naukowców zajmujących się szeroko pojętą problematyką niemcoznawcą. Od 2008 roku Katedra wydaje nowy periodyk naukowy – „Rocznik Karla Dedeciusa”, redagowany przez prof. Krzysztofa A. Kuczyńskiego. Głównym celem tego wydawnictwa jest analiza i recepcja twórczości translatorskiej i eseistycznej Dedeciusa.